# 京东印社
京东印社是一书法篆刻艺术团体，2008年成立于天津宝坻，创始人为刘洪洋。现有社员102人，其中包括西泠印社社员2人、中国书协会员44人。